# Îles de Saint-Paul
Pour les articles homonymes, voir Saint-Paul.
Les îles de Saint-Paul, en maltais : Il-Gżejjer ta' San Pawl, en anglais St Paul's Islands, sont deux petites îles proches de Selmun, au nord-est de Malte fermant la partie nord de Il-Baħar ta' San Pawl, la baie de Saint-Paul. Il était un temps ou l'île principale portait de nom de Selmunett Island et la plus petite celui de Quartz Island. Le bras de mer qui sépare les deux îles peut disparaître lors des basses marées pourtant de faible amplitude à Malte.
Les Actes des Apôtres racontent la manière dont Saint-Paul a fait naufrage près d'une île qui pourrait appartenir à Malte, alors qu'il se rendait à Rome pour répondre à des accusations. Traditionnellement, Il-Gżejjer ta' San Pawl (îles de Saint-Paul) sont considérées comme pouvant être l'emplacement de ce naufrage.
Construite en 1845, une statue imposante représentant Saint-Paul se dresse sur l'île principale.
L'île est inhabitée depuis le début de la seconde guerre mondiale, lorsque l'unique habitant, un agriculteur, abandonne sa petite ferme et ses champs. 